# Vanguard 1

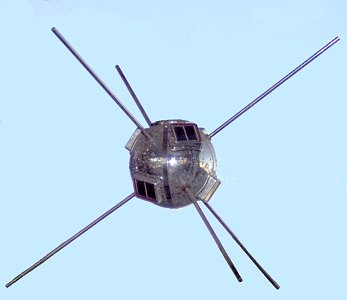
Vanguard 1, el satèl·lit més antic actualment en òrbita (més de 50 anys)

El Vanguard 1 és el quart satèl·lit posat en òrbita en la història, el segon per part dels Estats Units, i el satèl·lit més antic que segueix en òrbita, ja que els seus predecessors (Spútnik 1, Spútnik 2 i Explorer 1) van tornar a entrar a l'atmosfera poc després del seu llançament. La darrera comunicació del Vanguard 1 es va rebre l'any 1964.
Va ser dissenyat per a estudiar la viabilitat d'un llançadora espacial de tres fases, com a part del Projecte Vanguard, i per a realitzar diversos experiments científics. D'entre aquests, cal destacar el fet que el Vanguard 1 va ser el primer enginy que va ser ús de l'energia solar a l'espai.

## Precedents
El Projecte Vanguard, com indica el seu propi nom, pretenia representar la "avantguarda" en l'exploració espacial per part dels Estats Units; malgrat això, les expectatives no es van complir després d'un parell de fracassos a causa de problemes amb la llançadora espacial. El predecessor del Vanguard 1, el Vanguard Tv3, va ser el primer intent de llançament d'un satèl·lit a l'espai per part dels nord-americans. Era un satèl·lit molt similar al Vanguard 1, però una explosió en el coet va impossibilitar la seva posada en òrbita el 6 de desembre de 1957 (2 mesos després del llançament del Spútnik 1). Aquest fracàs va ser un revés per a la credibilitat a la indústria aeronàutica nord-americana, a causa de l'expectació que havia despertat el llançament i als èxits collits prèviament pels soviètics. El Projecte Vanguard va ser promogut per tres organitzacions: l'Exèrcit dels Estats Units, que va controlar les estacions terrestres de rastreig, les Forces Aèries dels Estats Units, que va facilitar l'escenari per al llançament del satèl·lit, i el Naval Research Laboratory (NRL), responsable del disseny, desenvolupament i verificació tant del satèl·lit com de la llançadora espacial. El satèl·lit Vanguard 1 va ser la culminació dels esforços del primer programa oficial per al llançament d'un satèl·lit espacial, que va començar al setembre de 1955. A causa dels fracassos inicials del programa, tan sols es va aconseguir ser el segon satèl·lit americà (després de l'Explorer 1) i el quart de la carrera espacial. L'aeronau va ser una de les formes en les quals, els Estats Units van participar en l'Any Geofísic Internacional (AGI), que va tenir lloc entre juliol de 1957 i desembre de 1958.

## Implementació
L'aeronau és una esfera d'alumini amb un pes d'1,47 kg i un diàmetre de 16,5 cm. De l'esfera surten sis fines antenes de 30 cm de longitud. El satèl·lit conté dos transmissors: un de 10 mW de potència que treballa a una freqüència de 108 MHz, banda utilitzada pels satèl·lits científics en l'AGI, i que s'alimenta mitjançant unes bateries de mercuri; i un altre de 5 mW que emet a una freqüència de 108,03 MHz, la qual cosa permetia el rastreig del satèl·lit via ràdio, i que s'alimenta mitjançant 6 cèl·lules solars fabricades per Laboratoris Bell. A causa del seu reduït espai, no va ser possible comptar amb una superfície més àmplia per als panells solars. El satèl·lit també es va equipar amb un comptador Geiger (per a la lectura de radioactivitat), un detector de micrometeorits i un magnetòmetre (per a la lectura de senyals magnètics). Els transmissors es van usar principalment per enviar les dades tècniques registrades, però també per determinar el contingut total d'electrons entre el satèl·lit i diverses estacions terrestres. També es van instal·lar dos termistors per mesurar la temperatura interior de l'aeronau durant setze dies i així poder determinar l'eficàcia del sistema d'aïllament tèrmic amb la qual el satèl·lit estava dotat. En el Kansas Cosmosphere and Space Center, situat a Hutchinson (Kansas), s'exposa una rèplica del Vanguard 1.
La seva reduïda grandària en comparació de l'Spútnik 1 (de 100 kg de pes) va ser objecte de burla per part del dirigent soviètic Nikita Khrusxov, denominant-ho "el satèl·lit aranja", encara que l'acudit no va tenir molt èxit atès que els soviètics de l'època, sotmesos a tota classe de privacions, no coneixien aquesta fruita.

## Dades transmeses
L'única telemetria que es va transmetre va ser la temperatura interior del satèl·lit. La diferència de freqüència entre els dos senyals variava en funció d'aquesta temperatura. Durant els primers dies en òrbita la freqüència variava lleugerament al moment en què el satèl·lit s'exposava o ocultava respecte al Sol. Aquesta diferència de freqüència era abrupta quan l'únic emissor en funcionament era el basat en les cèl·lules solars, arribant a perdre's el senyal al moment en què el satèl·lit deixava d'estar exposat al Sol.
Els científics del NRL també van incloure en l'aparell un sistema de rastreig mundial, denominat Minitrack, que va asseure les bases per al desenvolupament posterior d'un sistema de vigilància que detectés els satèl·lits espies que orbitaran sobre territori nord-americà.

## Llançament i òrbita

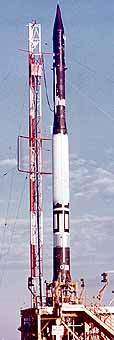
Coet Vanguard emprat per posar el Vanguard 1 en òrbita.

Després de suspendre el llançament per permetre el pas de l'Explorer 1 sobre Florida, el coet de llançament de tres fases va col·locar al Vanguard 1 en òrbita el 17 de març de 1958 des de Cap Canaveral. L'òrbita el·líptica va tenir una inclinació de 34,25 graus i una distància de 654 a 3969 km, i completava el seu recorregut al voltant de la Terra en 134,2 minuts. Originalment es va estimar que l'aeronau podria orbitar fins a 2000 anys, però es va descobrir que la pressió de radiació solar i el deterioració orbital en fases d'alta activitat solar ocasionen pertorbacions importants en l'altura de l'apogeu del satèl·lit, la qual cosa va provocar el descens en l'esperança de vida del satèl·lit fins als 240 anys.
El Vanguard 1 va arribar a les 200.000 voltes entorn de la Terra aproximadament al març de 2009 (després d'aconseguir 196.000 el 16 de març de 2008), l'equivalent a 10.000 milions de km. Solament les sondes Pioneer i del Programa Voyager han recorregut un trajecte major, amb la diferència que aquests dos dispositius s'estan allunyant gradualment del sistema solar.
L'òrbita del satèl·lit s'està alterant de forma mínima però constant. El 1973 l'apogeu de l'òrbita era de 3928 km sobre la superfície de la Terra i el perigeu de 654 km, mentre que el període orbital va ser de 133,8 minuts. L'any 2000 l'apogeu va descendir a 3839 km i el perigeu a 652 km, reduint-se el període orbital a 132,8 minuts.

## Objectius de la missió
El Vanguard 1 va complir íntegrament amb tots els objectius científics pels quals va ser concebut:
- Va ser el primer enginy artificial a l'espai alimentat amb energia solar.
- La seva òrbita estable va aportar valuoses dades sobre la geometria de la Terra: 
  - Revelant que la Terra no és perfectament esfèrica.
  - Permetent als cartògrafs crear mapes més exactes sobre les illes en l'oceà Pacífic.
- Els seus instruments van permetre conèixer la densitat de l'aire, l'amplitud tèrmica i la densitat de micrometeorits a l'espai i en les capes altes de l'atmosfera.

El Vanguard 1 va introduir bona part de la tecnologia que després va ser aplicada a altres programes de satèl·lits dels Estats Units, especialment l'ús de l'energia solar com a font energètica a l'espai.

## Resultats de la missió
El satèl·lit va servir com a font d'informació no solament gràcies a les dades que va transmetre a la Terra, sinó també a causa de l'òrbita que ha seguit des que fos llançat a l'espai.

### Resultats a partir de les dades transmeses
Les dades resultants de les transmissions del satèl·lit van mostrar que la Terra no és una esfera perfecta, sinó que té una asimetria entre els dos pols, que recorda lleument a la d'una pera amb la tija en el pol Nord. També es va fer ús d'aquests senyals per radi per determinar el contingut total d'electrons entre el satèl·lit i les estacions receptores terrestres. El transmissor alimentat per bateries va transmetre la temperatura interior del satèl·lit, registrada per dos termistors, durant aproximadament setze dies i va enviar senyals de rastreig durant vint. Per la seva banda, el transmissor alimentat per cèl·lules solars va estar operatiu durant més de sis anys. Els senyals es van afeblir progressivament fins a rebre's per última vegada a Quito (Equador) al maig de 1964. Des de llavors, l'aeronau es ve rastrejant òpticament des de la Terra per part d'autoritats nord-americanes.

### Resultats a partir de l'òrbita seguida pel satèl·lit
A causa de la seva forma simètrica, els científics van usar el Vanguard 1 per determinar les densitats atmosfèriques de les capes altes de l'atmosfera (ionosfera i exosfera) en funció de l'altitud, latitud, estació de l'any i activitat solar. El satèl·lit es desvia de la seva òrbita programada, acumulant un retard cada vegada major a causa de la resistència de l'atmosfera residual. Mesurant la freqüència de l'òrbita juntament amb les propietats aerodinàmiques del satèl·lit, es van poder calcular els paràmetres atmosfèrics rellevants. Es va determinar que les pressions atmosfèriques, i amb això la resistència i pèrdua d'òrbita, eren majors del pensat inicialment atès que l'esvaïment gradual de les capes altes de l'atmosfera a l'espai era menor de l'estimat.
El rastreig des de la Terra també ha permès recopilar dades sobre els efectes que el Sol i la Lluna tenen en l'òrbita d'un satèl·lit al voltant de la Terra. Gràcies al fet que els tres satèl·lits del programa Vanguard segueixen en òrbita amb les seves propietats aerodinàmiques essencialment invariables, durant els últims cinquanta anys aquests han proporcionat un registre de dades de gran utilitat.
En la secció d'enllaços externs So poden sentir-se enregistraments realitzats per un receptor National NC-300 Amateur Band precedit per un convertidor VHF. Els enregistraments es van fer amb un receptor BFO per fer-les audibles.

## 50è aniversari
El Vanguard 1 és l'artefacte més vell a l'espai després d'haver complert 50 anys en òrbita al voltant de la Terra el 17 de març de 2008. El Naval Research Laboratory va commemorar aquest esdeveniment amb una trobada el mateix dia de l'aniversari. Aquesta trobada va culminar amb una simulació de la trajectòria del satèl·lit quan va passar per l'àrea de l'òrbita visible des de Washington D. C.
Hi ha projectes de capital privat amb intenció de recuperar el Vanguard 1 i portar-la de tornada a la Terra per diferents motius: el seu valor històric, que el converteix en una peça cobejada, la demostració de capacitat de la indústria aeronàutica en òrbita que suposaria complir amb aquesta missió, i la valuosa font d'informació sobre les conseqüències a llarg termini de la presència d'un satèl·lit a l'espai. cal destacar que com a precedent, el 1984 el transbordador espacial Discovery va recuperar dos satèl·lits de comunicacions avariats. Atès que el Vanguard 1, legalment, no són escombraries espacials, sinó que segueix sent propietat del Govern dels Estats Units, un rescat de l'aeronau hauria d'acordar-se prèviament amb el govern nord-americà.